# Gouvernement Vladimir
Het gouvernement Vladimir (Russisch: Владимирская губерния, Vladimirskaja goebernija) was een gouvernement (goebernija) van het keizerrijk Rusland. Het gouvernement bestond van 1796 tot 1959. Het gouvernement ontstond uit het gouvernement Moskou en het gouvernement ging op in de okroeg Vladimir van het Oblast Ivanovo. Het gouvernement grensde aan de gouvernementen Jaroslavl, Kostroma, Rjazan, Tambov, Tver, Nizjni Novgorod en Moskou. De hoofdstad was Vladimir.